# 塔科·迪比茲
塔科·迪比茲（荷蘭語：Taco Dibbits，荷蘭語發音：[ˈtaːkoː ˈdɪbɪts]，1968年9月7日—）是一名荷蘭藝術史家，也是阿姆斯特丹國家博物館館長。

## 教育
迪比茲在阿姆斯特丹自由大學和劍橋大學修讀藝術史。

## 職業生涯
迪比茲於1995年首次來到阿姆斯特丹國家博物館擔任初級職員。1997年至2002年間，他在倫敦佳士得擔任舊大師繪畫部門總監。2002年，他回到阿姆斯特丹國家博物館擔任17世紀繪畫的策展人。
2006年至2008年間，他擔任美術與裝飾藝術部門的主管，領導阿姆斯特丹國家博物館的繪畫、雕塑、應用藝術與亞洲藝術策展人團隊。他在博物館的許多收購項目中發揮了重要作用，包括揚·斯滕的《代爾夫特市長》和赫里特·貝克海德的《阿姆斯特丹海倫街風景》，並密切參與了2006年成功舉辦的林布蘭-卡拉瓦喬展以及2015年的林布蘭晚期作品展。
2002年起，迪比茲在發展更新後的阿姆斯特丹國家博物館的佈局上扮演了重要的角色。2008年，他被任命為藏品總監，並於2016年7月15日接替維姆·皮耶貝斯成為博物館總幹事。
迪比茲也是《阿姆斯特丹國家博物館中的17世紀荷蘭素描》（1997年）、《林布蘭-卡拉瓦喬》（2006年）和《阿姆斯特丹國家博物館中的17世紀荷蘭繪畫》（2008年）等書的特約作者。他也出版過關於16世紀義大利藝術家吉羅拉莫·穆齊亞諾的素描作品。